# Sergueï Roumas
Siarhieï Roumas
Sergueï Nikolaïevitch Roumas (en russe : Сергей Николаевич Румас ; en biélorusse : Сяргей Мікалаевіч Румас, Siarhieï Mikalaïevitch Roumas), né le 1er décembre 1969 à Gomel en Biélorussie (RSSB, URSS), est un homme d'État et économiste biélorusse, Premier ministre du 18 août 2018 au 4 juin 2020.

## Biographie
Né le 1er décembre 1969 à Gomel, en république socialiste soviétique de Biélorussie (URSS), Sergueï Roumas étudie au sein de l'Institut d'économie et de finance militaire de Iaroslavl, en Russie, où il obtient un diplôme en approvisionnement financier des forces militaires en 1990. Après l'indépendance de la Biélorussie, il poursuit ses études à l'Académie d'administration publique et se spécialise dans l'économie et la finance, ce qui lui permet, après avoir décroché un doctorat en économie au sein de l'Université d'État d'économie de Biélorussie, d'entamer une carrière dans le milieu bancaire et d'exercer des fonctions de cadre au sein de nombreuses entreprises publiques et privées : il est ainsi nommé à la tête de la banque biélorusse Belagroprombank (ru) en 2005 avec l'approbation du président Alexandre Loukachenko, puis vice-Premier ministre en 2010. Durant son mandat, il participe à la gestion de la grave crise financière qui frappe le pays en soutenant la réduction de la dépense publique pour des programmes d'État qu'il juge inefficaces, bien que cette position le mette en situation de conflit ouvert avec le conseiller économique du président, Sergueï Tkatchev ; ses propositions sont néanmoins saluées par le monde économique et contribuent au redressement du pays.
Marié et père de quatre enfants, Sergueï Roumas, par ailleurs ancien footballeur amateur, est aussi nommé président de la Fédération biélorusse de football en avril 2011, fonction à laquelle il sera reconduit en avril 2015 avant d'être remplacé en 2019 par Vladimir Bazanov. En parallèle, il quitte le poste de vice-premier ministre de Biélorussie en 2012 pour prendre la tête de la banque de développement du pays. Dans ce cadre, il négocie notamment pour Minsk l'accord de création de l'Union eurasiatique, signé en 2014 par la Biélorussie, la Russie et le Kazakhstan dans le but d'établir un marché unique entre ces trois pays. Il continue de diriger la banque biélorusse de développement jusqu'en août 2018, où il est nommé Premier ministre par le président Loukachenko après un scandale de corruption ayant conduit au limogeage du précédent chef du gouvernement, Andreï Kobiakov, et de plusieurs hauts responsables du pays.
À son arrivée, Sergueï Roumas suscite l'espoir de nombreux acteurs économiques qui voient en lui un homme d'action capable de sortir la Biélorussie de la crise dans laquelle elle est alors plongée, comme il l'a fait durant son mandat de vice-Premier ministre entre 2010 et 2012 ; ses décisions restent néanmoins sous le strict contrôle de Loukachenko, qui entend conserver la maîtrise de la politique du pays. Dans son programme, Sergueï Roumas annonce la mise en place de réformes visant à réorienter la politique budgétaire pour diminuer les inégalités sociales et territoriales et à favoriser l'initiative entrepreneuriale en réduisant la pression fiscale pesant sur les investisseurs.
Alexandre Loukachenko décide toutefois le 4 juin 2020, à deux mois de l'élection présidentielle prévue en août de la même année, de changer de gouvernement : il explique qu'il n'a aucun reproche à faire à Sergueï Roumas, mais que celui-ci souhaite « se lancer dans les affaires ». Son successeur est Roman Golovtchenko, jusqu'ici dirigeant de l'agence biélorusse chargée du développement militaro-industriel.